# James Roberts (pływak)
James Roberts (ur. 11 kwietnia 1991 w Tweed Heads) – australijski pływak, specjalizujący się w stylu dowolnym, medalista igrzysk olimpijskich i mistrzostw świata.

## Kariera pływacka
W 2011 roku zdobył 2 medale mistrzostw świata w Szanghaju: złoto w sztafecie 4 × 100 m stylem dowolnym i srebro w sztafecie 4 × 100 m stylem zmiennym.
Rok później wystartował w igrzyskach olimpijskich w Londynie, gdzie zajął 12. miejsce na 100 m stylem dowolnym oraz 4. miejsce w sztafecie 4 × 100 m stylem dowolnym.
Na igrzyskach olimpijskich w Rio de Janeiro w 2016 roku zdobył brązowy medal startując w sztafecie kraulowej 4 x 100 m.